# 尉州
尉州，中国古代的州。
隋朝末年，王世充析汴州尉氏县置，治所在尉氏县（今河南省尉氏县）。唐朝武德四年（621年）废，于原地置洧州，貞觀元年（627年）亦废。